# Václav Kotva
Václav Kotva (* 20. Januar 1922 in Radnice; † 2. November 2004 in Prag) war ein tschechischer Schauspieler.
Kotva war in vielen Nebenrollen in Film und Fernsehen bekannt. Er war zudem langjähriges Mitglied des Schauspiels im Prager Nationaltheater und bis 1967 zum Teil Regisseur. Er starb nach kurzer Krankheit.

## Filmografie (Auswahl)
- 1966: Liebe nach Fahrplan (Ostře sledované vlaky)
- 1967: Das Ende des Geheimagenten W4C mit Hilfe des Hundes von Herrn Foutska (Konec agenta W4C prostrednictvím psa pana Foustky)
- 1969: Der Leichenverbrenner (Spalovac mrtvol)
- 1969: Ein lächerlicher, alter Herr (Smesny pan)
- 1971: Die Chance (Sance)
- 1971: Die Hochzeiten des Herrn Peter Vok (Svatby pana Voka)
- 1971: Mein Herr, Sie sind eine Witwe (Pane, vy jste vdova! )
- 1972: Pan Tau (Fernsehserie, 1 Folge)
- 1972: Das Geheimnis der Berenka (My tri a pes z Petipes)
- 1972: Hochzeit ohne Ring (Svatba bez prstýnku)
- 1972: Sechs Bären und ein Clown (Šest medvědů s Cibulkou)
- 1973: Die Kirmes ist da (Prijela k nám pout)
- 1973: Die Tage des Verrats (Dny zrady)
- 1974: Wolz – Leben und Verklärung eines deutschen Anarchisten
- 1976: Beethoven – Tage aus einem Leben
- 1976–1977: Die Kriminalfälle des Majors Zeman (30 případů majora Zemana) (Fernsehserie, 2 Folgen)
- 1977: Der Schatten des fliegenden Vogels (Stín létajícího ptácka)
- 1977: Wie wär’s mit Spinat? (Coz takhle dát si spenát)
- 1978: Die Befreiung Prags (Osvobození Prahy)
- 1979: Die Märchenbraut (Arabela) (Fernsehserie)
- 1979: Das Geheimnis der stählernen Stadt (Tajemství Ocelového mesta)
- 1979: Der Tod bietet mit (Smrt na cerno)
- 1979: Die Blechkavallerie (Plechová kavalérie) (Fernsehserie, 1 Folge)
- 1980: Das Geheimnis der Teufelstasche (Tajemství dáblovy kapsy)
- 1980: Liebe zwischen Regentropfen (Lásky mezi kapkami deste)
- 1980: Luzie, der Schrecken der Straße (Lucie, postrach ulice) (Fernsehserie, 1 Folge)
- 1980: Wenn wir erstmal reich sind... (Co je doma, to se pocítá, pánové... )
- 1981: Nur so ein bißchen vor sich hinpfeifen (Jen si tak trochu písknout)
- 1981: Kurzgeschnitten (Postriziny)
- 1981: Lauf, Ober, lauf! (Vrchní, prchni!)
- 1981:  Das Geheimnis der Burg in den Karpaten (Tajemství hradu v Karpatech)
- 1983: Vom tapferen Schmied (O statečném kováři)
- 1983: Franzi, oh Franzi! (Fandy, ó Fandy)
- 1983: Hilfe, ich bin kein Mörder (Od vrazdy jenom krok ke lzi)
- 1984: Der fliegende Ferdinand (Létající Čestmír)
- 1989: Der Zug der Kindheit und der Hoffnung (Vlak detství a nadeje)
- 1989: Blauäugig
- 1991: Das Geheimnis der weißen Hirsche (Území bílých králu)
- 1992: Schneewittchen und das Geheimnis der Zwerge
- 1993: Die Rückkehr der Märchenbraut (Arabela se vrací, Fernsehserie, 1 Folge)
- 1993: Die verzauberte Anicka (Anicka s lískovými orísky)
- 1993: Kaspar Hauser
- 1994: König Wenceslas (Good King Wenceslas)